# Elsagate
L'Elsagate est un néologisme faisant référence à une controverse autour de vidéos publiées sur les plateformes YouTube et YouTube Kids. Les vidéos étaient désignées comme étant « adaptées aux familles », mais contenaient en fait des thèmes inappropriés tels que de la violence graphique, du contenu sexuel, du fétichisme, du langage vulgaire, de la drogue, de l'alcool, des injections, des maladies, de l'humour grossier et des pratiques à risque.
Les vidéos montraient des personnages aimés des enfants et issus de médias familiaux ; la plupart d'entre eux étaient utilisés sans aucune autorisation légale, ce qui laissait toutes latitudes à l'auteur des vidéos pour en abuser. Quelques chaînes, comme Toy Freaks, ont également présenté de vrais enfants dans leurs vidéos, suscitant l'inquiétude du public quant au risque de maltraitance d'enfants.
Le terme d'Elsagate est un mot-valise mélangeant le nom du personnage d'Elsa de Disney, fréquemment présenté dans les vidéos, et le suffixe « -gate », utilisé pour désigner les scandales. 